# WWE Worlds Collide
WWE Worlds Collide is een televisieprogramma rond het professioneel worstelen dat werd georganiseerd en geproduceerd door de Amerikaanse worstelorganisatie WWE. Het concept, opgericht in 2019, is een concurrentie tussen de verschillende merkdivisies van WWE. Tijdens de drie herhalingen van het evenement zijn alle vijf de merken van WWE aan bod gekomen: Raw, SmackDown, 205 Live, NXT en NXT UK, maar vooral de laatste twee.

## Evenementen
| Evenement                   | Datum                                                     | Stad               | Locatie                   | Main Event |
| --------------------------- | --------------------------------------------------------- | ------------------ | ------------------------- | --- |
| Worlds Collide 2019         | 26 en 27 januari 2019 (uitgezonden op 2 februari 2019)    | Phoenix, Arizona   | Phoenix Convention Center | Velveteen Dream vs. Tyler Bate in de Worlds Collide toernooifinale. |
| WWE Worlds Collide (series) | 6 en 7 april 2019 (uitgezonden op 14 april en 1 mei 2019) | Brooklyn, New York | Pier 12                   | - 14 april: Tyler Breeze (Raw) vs. Roderick Strong (NXT) - 17 april: Jordan Devlin (NXT UK) vs. Akira Tozawa (205 Live) - 24 april: Nikki Cross (SmackDown) vs. Bianca Belair (NXT) vs. Toni Storm (NXT UK) in een triple threat match - 1 mei: 20-man interbrand battle royal |
| Worlds Collide 2020         | 25 januari 2020                                           | Houston, Texas     | Toyota Center             | NXT's The Undisputed Era (Adam Cole, Kyle O'Reilly, Bobby Fish & Roderick Strong) vs. NXT UK's Imperium (Walter, Fabian Aichner, Marcel Barthel & Alexander Wolfe) |
| Worlds Collide 2022         | 4 september 2022                                          | Orlando, Florida   | WWE Performance Center    | N.T.B. |